# Södra Njallaure
Södra Njallaure är en sjö i Jokkmokks kommun i Lappland och ingår i Luleälvens huvudavrinningsområde. Sjön har en area på 0,301 kvadratkilometer och ligger 341,6 meter över havet. Sjön avvattnas av vattendraget Appokälven.

## Delavrinningsområde
Södra Njallaure ingår i det delavrinningsområde (738062-167535) som SMHI kallar för Inloppet i Vajmatsjön. Medelhöjden är 364 meter över havet och ytan är 28,98 kvadratkilometer. Räknas de 30 avrinningsområdena uppströms in blir den ackumulerade arean 436,39 kvadratkilometer. Appokälven som avvattnar avrinningsområdet har biflödesordning 3, vilket innebär att vattnet flödar genom totalt 3 vattendrag innan det når havet efter 219 kilometer. Avrinningsområdet består mestadels av skog (55 procent) och sankmarker (43 procent). Avrinningsområdet har 0,3 kvadratkilometer vattenytor vilket ger det en sjöprocent på 1 procent.